# Jaime Balius y Vila
Jaime Balius y Vila (Barcelona, 1750 - Córdoba, 3 de noviembre de 1822) fue un compositor y maestro de capilla español.

## Vida
Nació en el barrio de La Ribera de Barcelona y se formó en la Escolanía de Montserrat. En 1778 fue nombrado maestro de capilla de la Catedral de Urgel. Poco después, en octubre, solicitó referencias para presentarse al magisterio de la Catedral de El Burgo de Osma. Los informes fueron positivos y Balius consiguió la plaza. Sin embargo, el 15 de marzo de 1781 envió una carta de renuncia sin haber ocupado el cargo, ya que la Catedral de Gerona le había ofrecido su magisterio. En Gerona, donde sustituía a Francisco Juncá y Carol, le nombraron maestro de capilla el 9 de febrero de 1781. De esta etapa se tiene poca información.
Tras realizar unas oposiciones para el magisterio de la Catedral de Córdoba el 3 de junio de 1785, que ganó, el Cabildo le comunicó su elección para la plaza el 25 de junio de 1785. Parece que por alguna razón no pudo tomar posesión del cargo hasta el 13 de agosto de 1787. En Córdoba Balius sustituía al maestro interino Dionisio de la Mata. Hubo una interrupción de dos años entre 1787 y 1789, cuando fue nombrado maestro de capilla del convento de la Encarnación de Madrid. Tras esta etapa, regresó de nuevo a Córdoba con un suculento aumento de sueldo, donde gozaba de un sueldo de 15 000 reales y asignaciones extraordinarias que hacían que pudiera viajar por Madrid, Zaragoza y Barcelona, entre otras ciudades.
Balius siguió rigiendo la capilla de Córdoba hasta su fallecimiento, aunque el musicólogo Miguel Ángel Delgado Zambruno da como sucesor en el cargo a Sebastián Tomás en 1789, más de 30 años antes de su muerte.

## Obra
Su extensa obra compositiva comprende un repertorio vocal eclesiástico, litúrgico y religioso y música instrumental. En cuanto al repertorio en romance, utilizó los arquetipos de ese momento, recitados y arias, adaptándolos a los esquemas del villancico. Por otro lado, Balius empleó flautas y trompas en las misas y amplió la paleta instrumental de la orquesta.
La obra de Balius es muy extensa y consta de unas 435 composiciones que se conservan en varios archivos de España, como Córdoba, Málaga, Valencia, El Escorial, Guadalupe, la Biblioteca Nacional de Madrid y la Capilla Real de Granada. En Cataluña se conservan obras suyas en la Biblioteca de Cataluña, el archivo del monasterio de Montserrat y en los fondos musicales de la Catedral de Gerona, la Catedral de Tarrasa, fondo de la iglesia parroquial de Canet de Mar y fondo de la iglesia parroquial de San Esteban de Olot.